# Vievis
Vievis (ryska: Вевис) är en ort i Litauen.   Den ligger i kommunen Vilniaus rajono savivaldybė och länet Vilnius län, i den centrala delen av landet, 30 km väster om huvudstaden Vilnius. Vievis ligger 134 meter över havet och antalet invånare är 5 269.
Terrängen runt Vievis är platt. Runt Vievis är det ganska glesbefolkat, med 36 invånare per kvadratkilometer. Närmaste större samhälle är Elektrėnai, 9,0 km väster om Vievis. Omgivningarna runt Vievis är en mosaik av jordbruksmark och naturlig växtlighet.